# صندوق بريد عمودي

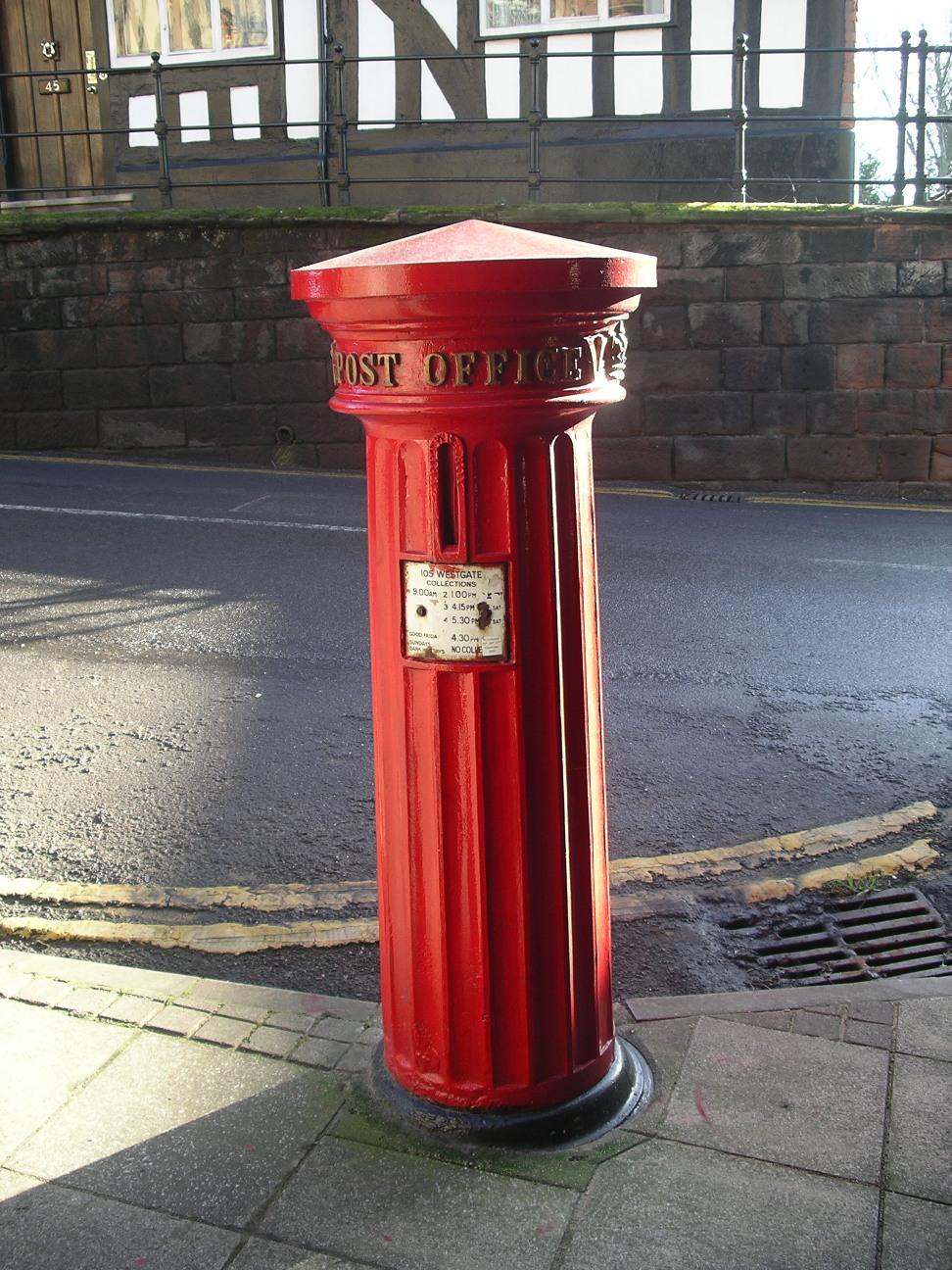
صندوق بريد عمودي في ورك في إنجلترا.

صندوق البريد العموديّ هو نوع من صناديق البريد القائمة بذاتها.